# René Romeijn
René Romeijn (8 februari 1967) is een handbalcoach en was trainer van onder andere Aalsmeer en de dames en herenteam van Quintus.
Heden is Romeijn coördinator van jeugdspelers tussen de leeftijdscategorie C, B en A binnen Aalsmeer.
Tim van Amstel ·
Humphry van Asdonck ·
 Walid Askar ·
Theo van der Berg ·
Björn Budding ·
Jarcha van Dijk ·
Jeffrey Groeneveld ·
Jeroen Hölscher ·
Micha Hoogewoud ·
Tobias Idsinga ·
Tim Kotterlink ·
Sebastiaan Kwak ·
Frank Lubbert ·
Rolf Maarse ·
Ruud Neeft ·
 Dario Rak ·
Serge Rink ·
Mark Roest ·
Coach: René Romeijn
· Assistent-coach: Peter Tier
Tim van Amstel ·
Humphry van Asdonck ·
 Walid Askar ·
Rob Beaumont ·
Theo van der Berg ·
Björn Budding ·
Jarcha van Dijk ·
Jeffrey Groeneveld ·
Jeroen Hölscher ·
Micha Hoogewoud ·
Tobias Idsinga ·
Sebastiaan Kwak ·
Frank Lubbert ·
Rolf Maarse ·
Ruud Neeft ·
Sandor van der Neut ·
Eelco Overkleeft ·
 Dario Rak ·
Serge Rink ·
Mark Roest ·
Jeroen van de Starre ·
Matthijs Vink ·
Coach: René Romeijn
· Assistent-coach: Peter Tier
Jef Aalmoes ·
 Walid Askar ·
Björn Budding ·
Theo van der Berg ·
Jarcha van Dijk ·
Rogier Geleijn ·
Jeffrey Groeneveld ·
Martin van Hal ·
David den Hartog ·
Jeroen Hölscher ·
Micha Hoogewoud ·
Tobias Idsinga ·
Rolf Maarse ·
Bart Neeft ·
Ruud Neeft ·
René Pie ·
Serge Rink ·
Matthijs Vink ·
Menno Vlek ·
Coach: René Romeijn
· Assistent-coach: Hennie Romeijn